# Эрикссон, Сусси

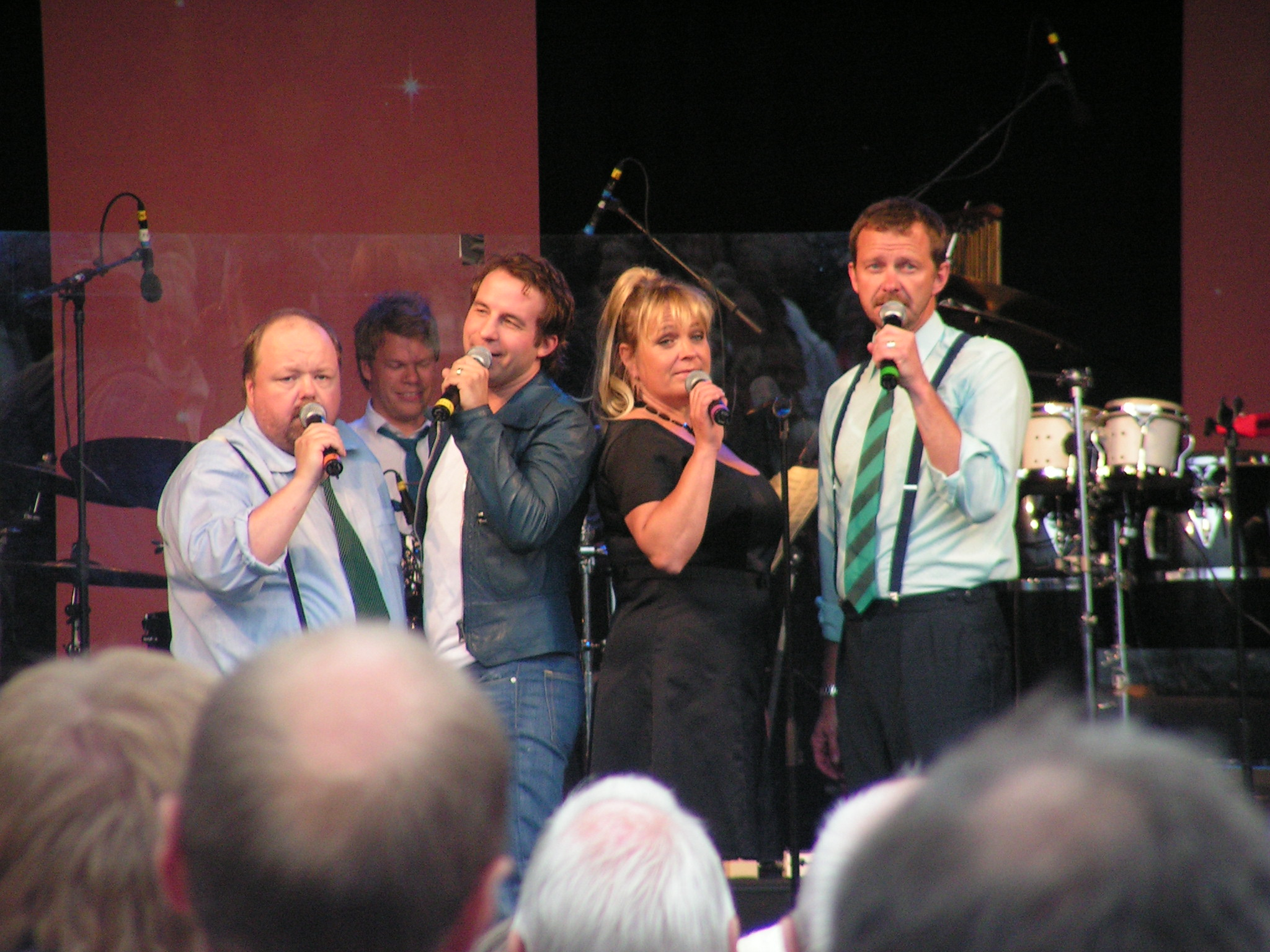
Калле Мораеус, Патрик Исакссон, Сасси Эрикссон и Бенган Янсон на Днях падших в Тролльхеттане 21 июля 2007 год

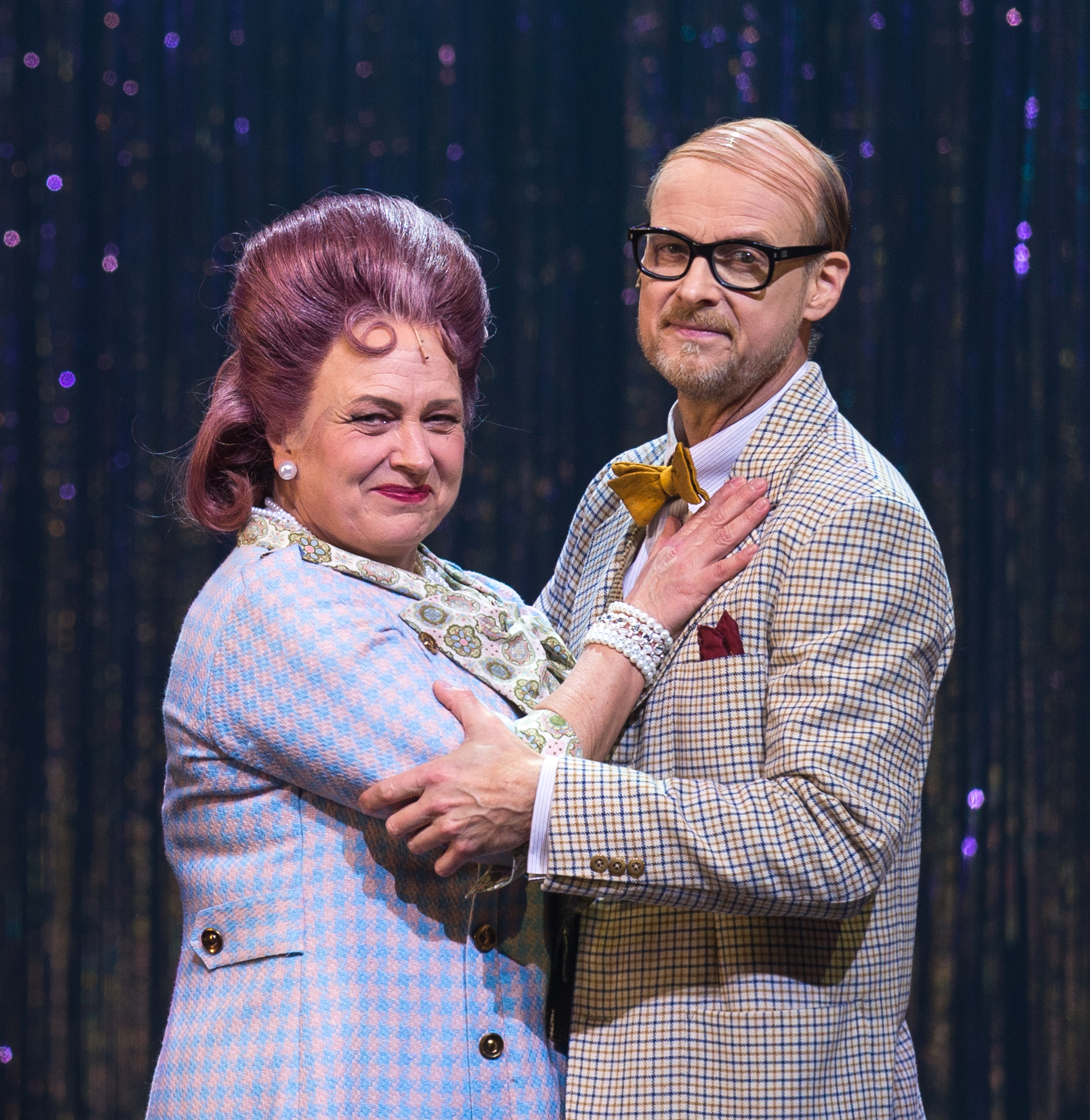
Сасси Эриксон и Ян Майбранд в мюзикле The Witches in Eastwick в Cirkus в Стокгольме 2019.

Сусси Эрикссон (швед. Susanne Maria "Sussie" Eriksson; род. 2 января 1963, Худдинге, Стокгольм) — шведская актриса и певица.

## Биография
Родилась 2 января 1963 года в Экерё. Свою первую роль театре получила в юном возрасте, в «Ludvikarevue», где её отец Леннарт Эрикссон работал продюсером. Была телевидущей на детском телешоу «Från A till Ö». Повзрослев, получали роли в мюзиклах «Отверженные», «ABBA – The True Story», «Кабаре» и «Магазинчик ужасов». Эрикссон выступала в ревю с Боссе Парневиком на Oscarsteatern, исполняла песни совместно с Сивом Мальмквистом и Лассе Бергхагеном в группе Creme Fraiche. Участница телешоу «Sing-A-Long» на TV3.
Работая комиком в Стокгольме, её заметили по роли бортпроводника в ревю «Alla var där». Снялась в комедийном сериале C/o Segemyhr на TV4, в роли Силлы, многострадальной жены безработного бывшего босса Фредрика Сегермихра. Снялась в фильмах «Лилла Йёнссонлиган и кукурузные хлопья» и «Адам и Ева». Участница комедийной группы R.E.A.. Играла в мюзикле ABBA «Mamma Mia!», показ которого проходил в Гётеборге и Стокгольме с 2005 по 2007 год. В 2009 году Эрикссон совместно с Гуниллой Бэкман и Шарлоттой Страндберг выступала на шоу PrimaDonnor в Hamburger Börs. Финалистка пятнадцатого сезона танцевального шоу Let's Dance 2020.

## Фильмография
- 1974 – От А до Я.[швед.]
- 1996 – Lilla Jönssonligan och cornflakeskuppen
- 1997 – Адам и Ева[англ.]
- 1997 – Геркулес
- 2003 – C/o Segemyhr
- 2000 – Jönssonligan spelar högt
- 2005 – Цыплёнок Цыпа
- 2006 – Астерикс и викинги
- 2006 – Делай ноги
- 2008 – Вольт
- 2011 – Någon annanstans i Sverige
- 2015–2017 – Ack Värmland
- 2016 – Зверополис